# Sociaal in Noardeast-Fryslân
Sociaal in Noardeast-Fryslân (afgekort: S!N) is een lokale politieke partij in de Friese gemeente Noardeast-Fryslân. 

## Geschiedenis
S!N is opgericht in 2018 en deed voor het eerst mee met de herindelingsverkiezing van de gemeente Noardeast-Fryslân. De gemeente is ontstaan uit de voormalige gemeenten Dongeradeel, Ferwerderadeel en Kollumerland en Nieuwkruisland.
De partij is een samenwerkingsverband van GroenLinks en Dongeradeel Sociaal, waarbij ook leden van de SP en D66 zijn aangesloten. Er is ook gesproken over een samenwerking met de PvdA en de partij SAM uit de gemeente Waadhoeke. Maar daar zag de partij op het laatste moment van af.

## Verkiezingen
De partij heeft bij verschillende verkiezingen de volgende zetelaantallen behaald:
| Jaar | Zetels |
| ---- | ------ |
| 2018 | 4      |
| 2022 | 7(6)   |

- Noot 1: Op 14 april 2023 kondigde gemeenteraadslid Tineke Admiraal haar vertrek aan bij S!N. Zij neemt nu deel aan de gemeenteraad als eenmansfractie onder de naam Fractie Tien.[4]